# 大查科

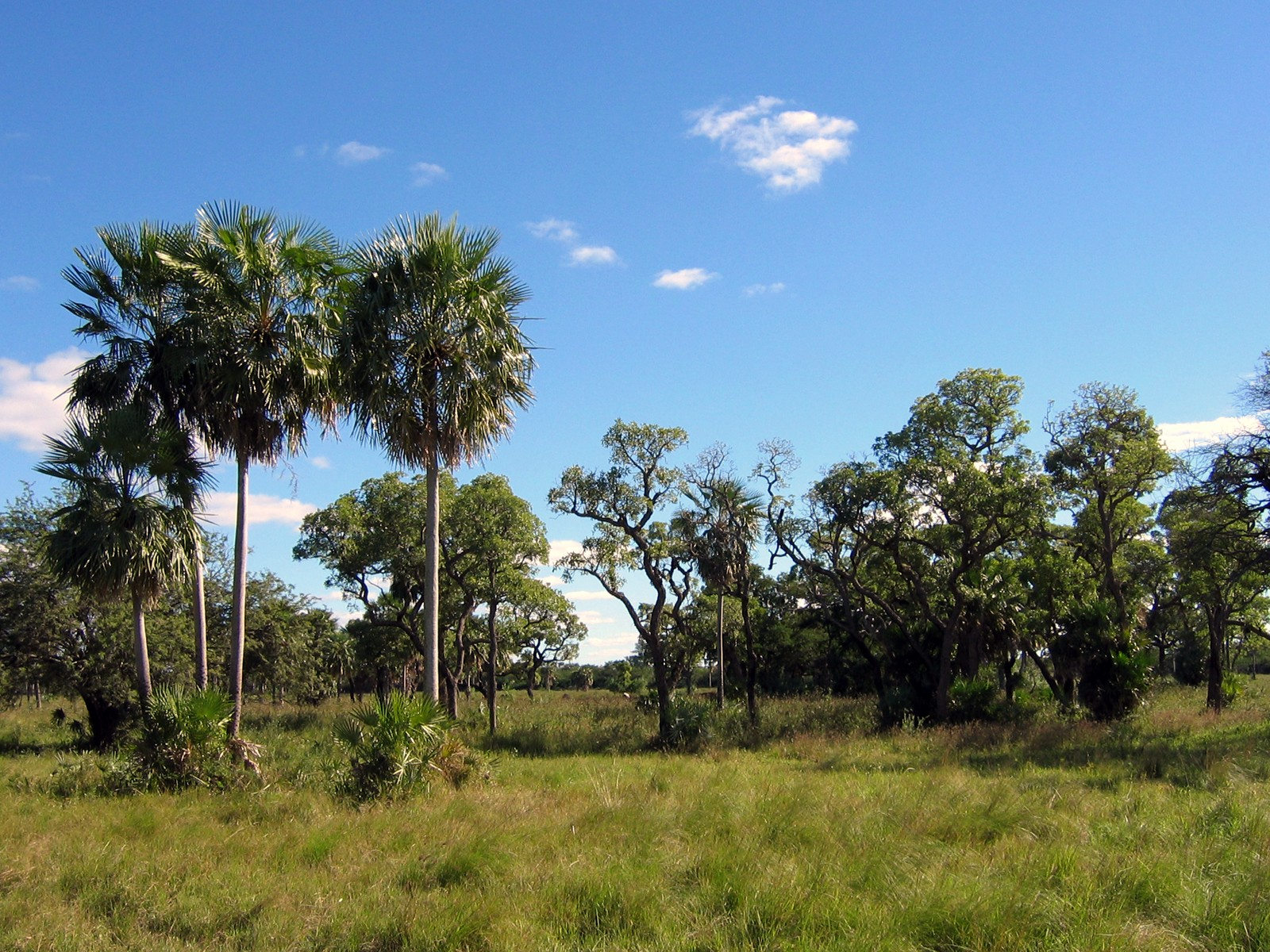
大廈谷的景色（巴拉圭）

大查科（直译：「大獵場」），又译作大厦谷，是南美洲中部的冲积平原。这个地名是由西班牙语（大的）和瓜拉尼语（狩猎场）组成。

## 概述
大查科位于安第斯山脉以东，巴拉圭河－巴拉那河以西，亚马孙盆地以南，潘帕斯草原以北。南北长约1400公里，东西宽约600—700公里，地跨玻利维亚、巴拉圭和阿根廷三国，面积约65万平方公里，海拔约在100—400米之间，年降水量为500—1400毫米左右，西部地势较高，多为丘陵，降雨少，蒸发强烈，大部分地区较干旱。东部地势较低，多为沼泽低地，由于雨量大且流经这里的河流众多，洪水泛滥时，土地经常被淹。这里也是南美洲夏季最热的地区之一，南回归线横贯，平均气温24—30℃，绝对最高气温达47℃以上。
大查科被皮科马约河和贝尔梅霍河分割成三部分，其中皮科马约河以北为北查科，皮科马约河以南、贝尔梅霍河以北为中查科，贝尔梅霍河以南为南查科。
中查科和南查科属阿根廷。有广袤的灌木林和热带草原，森林资源很丰富，以破斧树（克维伯树，Quebracho Tree）最著名，人口主要为印第安人，从事农牧业，这里也是阿根廷的棉花主要产区。
北查科地广人稀但蕴藏有石油，其归属在玻利维亚和巴拉圭之间存有争议，经过1932－1935年的大厦谷战争后，双方缔结了《布宜诺斯艾利斯和约》，巴拉圭获得北查科中部和东部共约2/3的领土，玻利维亚获得北查科西部共约1/3的领土。